# Tàngara bec d'argent
La tàngara bec d'argent (Ramphocelus carbo) és un ocell de la família dels tràupids (Thraupidae).

## Hàbitat i distribució
Habita zones arbustives, vegetació secundària, clars del bosc, bosc obert i ciutats, especialment a prop de l'aigua de les terres baixes des de Colòmbia, Veneçuela, Trinitat i Guaiana, cap al sud, a través de l'est de l'Equador, est del Perú i nord i est de Bolívia fins l'est de Paraguai i Amazònia, est, centre i sud-est del Brasil.